# Witold Warkałło
Witold Warkałło (ur. 27 lutego 1909 w Ślądkowicach, zm. 1 sierpnia 1983 w Warszawie) – polski prawnik, specjalista w dziedzinie prawa ubezpieczeniowego. 

## Życiorys

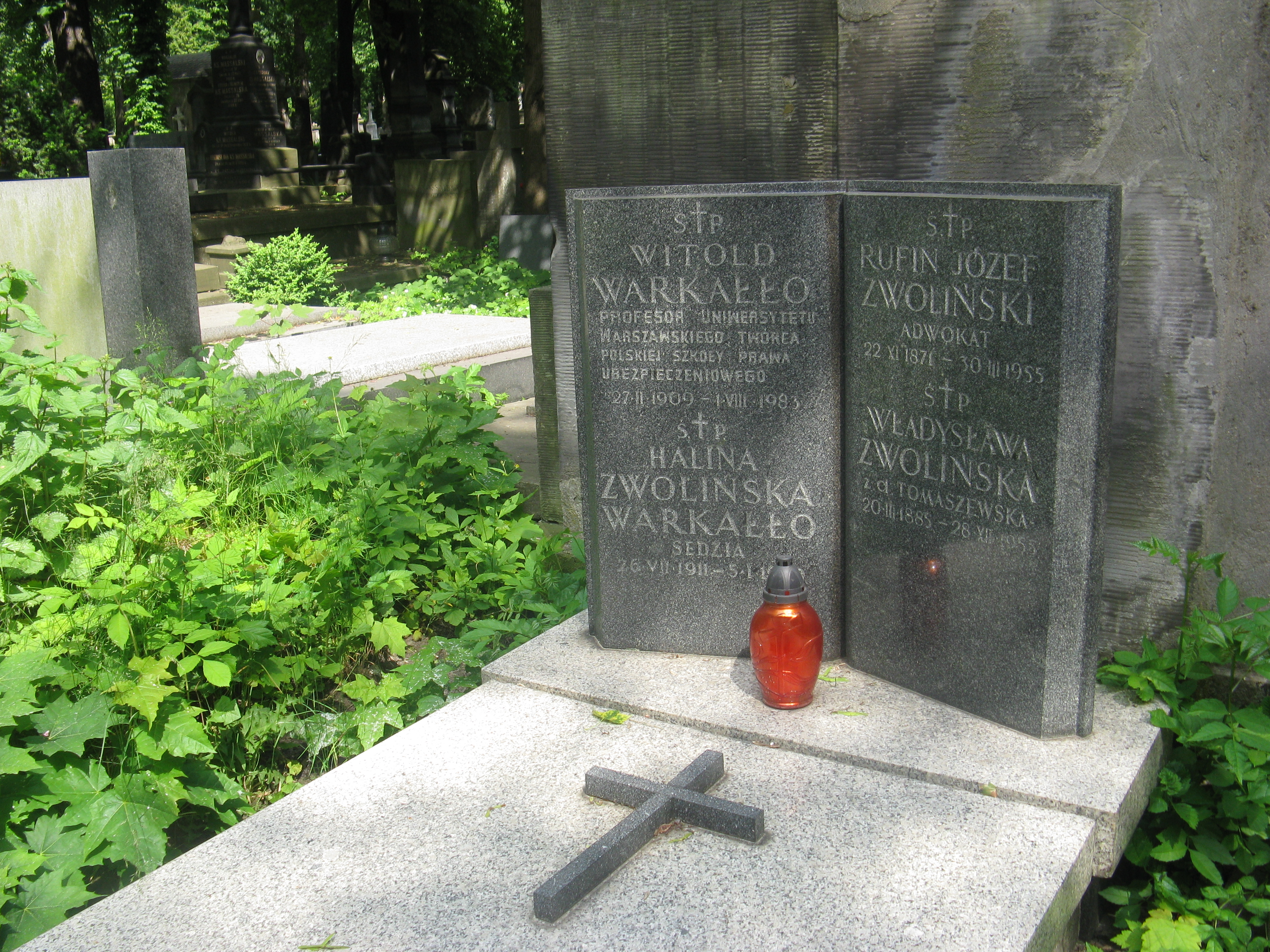
Nagrobek Witolda Warkałło na cmentarzu Powązkowskim w Warszawie

Urodził się w rodzinie Antoniego, nauczyciela szkoły powszechnej, i Agaty z domu Macis. W 1926 ukończył Gimnazjum Państwowe Męskie im. Mikołaja Kopernika w Łodzi, a następnie rozpoczął studia na Wydziale Medycznym Uniwersytetu Warszawskiego. Po czwartym semestrze przeniósł się na Wydział Prawny, w 1931 uzyskał Certificat d’Assiduité Akademii Prawa Międzynarodowego w Hadze. Rok później otrzymał przyznawany przez Sorbonę Certificat de droit Francis, w tym sam roku obronił pracę magisterską, której promotorem był prof. Ignacy Koschembahr-Łyskowski. W 1937 rozpoczął naukę na dwuletnim studium seminarium doktoranckim, które w Szkole Głównej Handlowej prowadził prof. Jan Łazowski. 20 marca 1939 przedstawił przygotowaną pod kierunkiem prof. Ignacego Koschembahr-Łyskowskiego pracę doktorską pt. Vis maior i casus fortuitus w klasycznym prawie rzymskim prywatnym. 
Uczestniczył w kampanii wrześniowej, po 19 września 1939 przebywał na Węgrzech, gdzie dostał się do niewoli. Został uwięziony w obozie internowania oficerów w Jelszawie, w 1941 udało mu się wyjść na wolność i zamieszkał w Budapeszcie. 
Do kraju powrócił w maju 1947, ale pracę wykładowcy otrzymał dopiero trzy lata później. Wykładał w Wyższej Szkole Prawniczej im. Teodora Duracza w Warszawie, rok później równolegle rozpoczął trwającą dwa lata pracę w Szkole Planowania i Statystyki. W 1952 rozpoczął pracę na Wydziale Prawa Uniwersytetu, wykładał tam początkowo prawo rzymskie w studium zaocznym, a następnie prawo cywilne i ubezpieczeniowe. W 1954 uzyskał tytuł docenta, a sześć lat później profesora nadzwyczajnego. Należał do grona współorganizatorów powstałej w 1958 Katedry Prawa Rzymskiego na Uniwersytecie Mikołaja Kopernika w Toruniu, przez cztery lata kierował tą Katedrą oraz wykładał prawo rzymskie. Pracę tam zmuszony był zakończyć po otrzymaniu z Ministerstwa Szkolnictwa Wyższego informacji, że koliduje ona z jego zatrudnieniem na Uniwersytecie Warszawskim. Zainicjował powstanie Sekcji Polskiej Międzynarodowego Stowarzyszenia Prawa Ubezpieczeniowego, które było agendą Polskiej Akademii Nauk, od 1961 był jej przewodniczącym. W latach 1961–1968 pełnił funkcję kierownika Zakładu Prawa Ubezpieczeniowego w Katedrze Prawa Cywilnego, później stanął na czele Zakładu Prawa Cywilnego. W 1976 przeszedł na emeryturę, ale pozostał czynnym pracownikiem naukowym. 
Zmarł 1 sierpnia 1983 w Warszawie, spoczywa na cmentarzu Powązkowskim (kwatera 176-4-38). 

## Upamiętnienie
Polskie Stowarzyszenie Prawa Ubezpieczeniowego nosi imię Witolda Warkałły.

## Odznaczenia
- Medal 10-lecia Polski Ludowej (19 stycznia 1955)[2]
- Złota Odznaka UMK w Toruniu (16 grudnia 1970)